# Sandland Island
Sandland Island är en ö i Australien. Den ligger i delstaten Western Australia, omkring 210 kilometer nordväst om delstatshuvudstaden Perth.
Trakten runt Sandland Island är nära nog obefolkad, med mindre än två invånare per kvadratkilometer. Genomsnittlig årsnederbörd är 568 millimeter. Den regnigaste månaden är juli, med i genomsnitt 109 mm nederbörd, och den torraste är december, med 10 mm nederbörd.